# Piotr Metz
Piotr Metz (ur. 17 października 1957 w Tarnowie) – polski radiowy dziennikarz muzyczny.
Jeden z założycieli (1990) i w latach 1990–2001 dyrektor muzyczny radia RMF FM. W latach 1982–1990 i ponownie od 2005 współpracownik, a w latach 2016–2020 – dyrektor muzyczny Programu III Polskiego Radia. W latach 2006–2012 redaktor naczelny miesięcznika „Machina”, a w latach 2006–2009 dyrektor artystyczny Sopot Festival.

## Kariera zawodowa
Pracę radiowca rozpoczął w Polskim Radiu, dzięki Wojciechowi Mannowi. Trafił najpierw do Programu I, a potem do Programu II. W 1982 zaczął prowadzić w Programie III półgodzinną audycję poświęconą grupie The Beatles w ramach Zapraszamy do Trójki. Po odejściu z Programu III PR w 1990 objął stanowisko dyrektora muzycznego krakowskiego Radia Małopolska Fun, późniejszego RMF FM, dla którego prowadził audycje, takie jak Metzoforte, Koniec Wieku, Znaki Zodiaku, Miks, Nowy Świat, Wywiadówka (wcześniej Rockowania) czy Podróż za jeden uśmiech. Uznawany jest za jednego z twórców muzycznej „potęgi” RMF FM w końcu XX wieku. Z rozgłośni odszedł pod koniec czerwca 2001.
W latach 2001–2002 był dyrektorem programowym i muzycznym Radiostacji, rozgłośni należącej do holdingu Eurozet. W latach 2002–2004 pełnił funkcję dyrektora programowego Radia Eska Kraków. 1 kwietnia 2004 objął stanowisko menedżera ds. muzycznych i programowych stacji MTV Polska. Piastował je do końca września 2005.
W wakacje 2005 powrócił do Programu III Polskiego Radia. W listopadzie 2006 został członkiem nowo powołanej Akademii Muzycznej Trójki. W 2007 uhonorowano go Złotym Mikrofonem Polskiego Radia. W latach 2005–2007 i 2009–2020 prowadził cosobotnią audycję Lista osobista na antenie Programu Trzeciego, a od 2007 współprowadził również Top Wszech Czasów. Prowadził także szereg innych audycji w Trójce, m.in. Rock'n'Roll – historia powszechna, Zjednoczone królestwo, Historia powszechna Rock'n'Rolla, Akademia Muzyczna Trójki, Beatlesów dzieła prawie wszystkie, Strona 1, strona 2 i Studio koncertowe. W latach 2007–2018 poprowadził 24 wydania Listy Przebojów Programu Trzeciego. W marcu 2016 został dyrektorem muzycznym Programu III Polskiego Radia. W maju 2020 ogłosił odejście z Trójki w związku z domniemanymi naciskami kierownictwa związanymi z emisją piosenki „Twój ból jest lepszy niż mój”. Komentując swoją decyzję, upublicznił wiadomość tekstową, jaką otrzymał od dyrektora Trójki Tomasza Kowalczewskiego: „Piotrze, dopilnuj, aby piosenka, o której rozmawialiśmy, nie była na antenie”. Ponownie był dziennikarzem tej stacji od czerwca do października tego samego roku.
W latach 2006–2009 był dyrektorem artystycznym Sopot Festival. Od 2006 do maja 2012 pełnił funkcję redaktora naczelnego magazynu Machina. Natomiast w latach od 2014 do 2016 był dyrektorem muzycznym Radia Kraków. Od 2011 zasiada w Radzie Akademii Fonograficznej ZPAV w sekcji muzyki rozrywkowej.
W lipcu 2020 rozpoczął pracę w Programie Drugim Polskiego Radia, w której prowadzi audycję Nocna strefa. Od 2 stycznia 2021 jest gospodarzem programów 7:00 PM i Muzyka nowa w Polskim Radiu Opole. W maju 2024 wrócił do pracy w Trójce, w której prowadził program Pierwsza Trójka - Lista Przebojów, a od 10 stycznia 2025 ponownie prowadzi audycję Lista osobista.

## Życie prywatne
Jest synem operatora telewizyjnego Tadeusza Metza (1935–2019). Żonaty. Mają troje dzieci: Karolinę, Olgę i Tomasza.

## Filmografia
- Blokersi (2001, film dokumentalny, reżyseria: Sylwester Latkowski)
- Nakręceni, czyli szołbiznes po polsku (2003, film dokumentalny, reżyseria: Sylwester Latkowski)
- Historia polskiego rocka (2008, film dokumentalny, reżyseria: Leszek Gnoiński, Wojciech Słota)